# Jean-Michel Valade
Pour les articles homonymes, voir Valade.
Jean-Michel Valade, né en France, à Peyrat-le-Château (Haute-Vienne), le 7 novembre 1953, est un historien.

## Biographie
Docteur en géographie (1983) puis docteur ès lettres et Sciences humaines (1989), Jean-Michel Valade est l'auteur d'une trentaine d'ouvrages et d'une soixantaine d'articles consacrés, pour l'essentiel, à l'histoire contemporaine de la Corrèze. De 1991 à 2015, il a été professeur d'histoire-géographie, d'éducation civique, juridique et sociale au lycée Georges-Cabanis à Brive-la-Gaillarde (Corrèze).

## Ouvrages
- Histoire de Brive et de sa région, ouvrage collectif sous la direction de Jean Charbonnel, Privat, 1991.
- Voutezac et son pays au XIXe siècle. La difficile entrée d’une commune corrézienne dans la France moderne, préface de Robert Joudoux, Lemouzi, 1996, 2e édition 2020
- 100 ans en Corrèze. Chronique au fil du siècle. 1901-2000, préface de Claude Michelet, Les 3 Épis, 2000, 296 pages ; 2e édition, format Poche, Geste, 2012.
- Au bout de l’enfer concentrationnaire : la vie. Paroles de rescapés corréziens des camps nazis, préface de Marie-José Chombart de Lauwe, Écritures, 2002.
- Le Petit Dico de la Corrèze, Écritures, 2004.
- L’enfant aux yeux noirs. Nouvelles au fil des mois, Écritures, 2005.
- La Corrèze vue du ciel, (en collaboration avec Lucien Roulland, photographe), Souny, 2006.
- Une Histoire de Brive-la-Gaillarde, (en collaboration avec Frédéric Le Hech), Les Ardents Éditeurs, 2007.
- Les grandes affaires criminelles de Corrèze, préface de Claude Michelet, De Borée, 2008 ; 2e édition 2012 ; 3e édition, Douro, 2022.
- Limousin 14 – 18. Un abécédaire de la Grande Guerre en Corrèze, Creuse et Haute-Vienne, (en collaboration avec Stéphane Capot, Jean-Marc Ferrer & Vincent Brousse), Les Ardents Éditeurs, 2008.
- Rugby au cœur. Cent ans d’histoire au Club Athlétique Briviste, ouvrage collectif sous la direction de Pierre Besson, Imprimerie Lachaise, 2010.
- Un siècle de faits divers en Corrèze. 1893-2002, De Borée, 2010.
- Les Grandes affaires criminelles du Limousin, (en collaboration avec Vincent Brousse, Jean-Marie Chevrier et Philippe Grandcoing), De Borée, 2010.
- Brive et le Pays de Brive, Regards sur un patrimoine, (en collaboration avec Laurent Derne, Jean-Pierre Lacombe, Frédéric Le Hech et David Marmonier), Loubatières, 2011.
- La Corrèze. D'eau, de granite et d'arbres, (en collaboration avec Emmanuel Ciepka, photographe), Le Puy Fraud Éditeur, 2012.
- Tours et détours de la Grande Boucle en Corrèze, préface de Jean-Paul Ollivier, Mines de Rien, 2013.
- Petite histoire du Bas-Limousin et de la Corrèze, Geste, 2014.
- Visages de la Grande Guerre en Corrèze, Actes de la Journée d'étude du 28 juin 2014 sous la direction de Jean-Michel Valade, Copy-Media, 2015.
- Culture de perles en milieu lycéen..., Mines de Rien, 2015.
- 100 ans en Limousin.Chronique au fil du siècle. 1901-2000, Geste, 2016 ; 2e édition, format Poche, La Geste, 2018.
- La stèle. La mémoire juive étouffée en Corrèze, Geste/Roman, 2016.
- Choisir la vie, Mon Petit Éditeur, 2017.
- A la découverte mémorielle des rues de Brive, Le Puy Fraud Éditeur, 2018.
- Au fil de la Franc-Maçonnerie corrézienne, La Fraternité à l'Orient de Brive, L'Esperluette, 2019.
- C'est loin mais c'est beau. Jacques Chirac en Corrèze, Le Puy Fraud Éditeur, 2019.
- Corrèze, l'essentiel, Limoges, Éditions Mon Limousin, coll. « Les Abécédaires du Limousin », 2020, 160 p. (ISBN 978-2-4907-1012-6)
- Pangolin mon amour. Du marché de Huanan au Limousin, petite histoire d'une grande pandémie, Limoges, Éditions Mon Limousin, coll. « Idées libres », 2020
- « Il te fera honte, un jour, ce petit ! ». Éclats de mémoires, Edilivre, Paris, 2021
- Lettres de mon village, Éditions Mon Limousin, 2021
- Dialogue avec Pierre Mouzat, sculpteur de l'indicible, Éditions Mon Limousin, 2022
- Le corbeau de Tulle, Encre Bleue éditeur, collection Large vision, 2023
- Corrèze Remarquable, (en collaboration avec Daniel Roblin, photographe), La Geste, 2023
- France insolite. Reflets de la société contemporaine à travers la presse, préface de Chris Dussuchaud, Éditions Mon Limousin, 2024
- Planchetorte. Une vallée en Brive, préface de Frédéric Soulier, Éditions Mon Limousin, 2024
- Dictionnaire de la Corrèze, La Geste, 2024
- "C'est loin mais c'est beau". Une biographie corrézienne de Jacques Chirac, Les Indes savantes, 2025
- Rescapés des camps nazis. Le témoignage de huit Corréziens, Éditions Mon Limousin, 2025

## Préfaces
- Quand l'homme sera-t-il humain ?, Roger Gouffault, préface de Jean-Michel Valade, Écritures, 2003
- Les nouvelles affaires criminelles de Corrèze, Vincent Brousse et Philippe Grandcoing, préface de Jean-Michel Valade, de Borée, 2013
- L'aventure mémorielle, Fabien Devilliers, préface de Jean-Michel Valade, Éditions Mon Limousin, 2023
- Brive-la-Résistante. Une ville dans la tourmente. 1940-1944, François David, préface de Jean-Michel Valade, Éditions Mon Limousin, 2025